# Општина Чолпани (Илфов)
Чолпани (рум. Ciolpani) општина је у Румунији у округу Илфов.
Oпштина се налази на надморској висини од 100 m.